# 3662 Dezhnev
3662 Dezhnev è un asteroide della fascia principale. Scoperto nel 1980, presenta un'orbita caratterizzata da un semiasse maggiore pari a 2,6529090 UA e da un'eccentricità di 0,1721978, inclinata di 13,40741° rispetto all'eclittica. Prende il nome dall'esploratore russo Semën Dežnëv.